# Fernando Spinelli
Fernando Spinelli (ur. 9 listopada 1728 w Neapolu, zm. 18 grudnia 1795 w Rzymie) – włoski kardynał.

## Życiorys
Urodził się 9 listopada 1728 roku w Neapolu, jako syn Giovanniego Battisty Spinelliego i Marii Imperiale. W młodości został klerykiem Kamery Apostolskiej. 14 lutego 1785 roku został kreowany kardynałem diakonem i otrzymał diakonię Santa Maria in Aquiro. W 1786 roku został legatem w Ferrarze. 20 marca 1790 roku przyjął święcenia diakonatu. Zmarł 18 grudnia 1795 roku w Rzymie.